# Gällivare (obec)
Obec Gällivare (švédsky Gällivare kommun) je samosprávné území v kraji Norrbotten ve Švédsku, v historické provincii Laponsko. Rozlohou jde o třetí největší obec ve Švédsku, zároveň však patří k nejméně zalidněným. Správním sídlem je městečko Gällivare.
Obec se nachází za severním polárním kruhem.